# Patrick Cohën-Akenine
Patrick Cohën-Akenine (* 1966) ist ein französischer Violinist und Dirigent, der überwiegend Alte Musik zur Aufführung bringt.

## Leben
Im Alter von vier Jahren begann Cohën-Akenine mit dem Violinspiel und erhielt früh einen Abschluss des Konservatoriums von Rueil-Malmaison, wo er von Lehrern wie Pierre Amoyal, Michèle Auclair und Gérard Jarry. Danach besuchte er das Conservatoire de Paris, hier konnte er seiner Leidenschaft, dem Streichquartettspiel nachgehen. In seiner Studienzeit folgten Meisterkurse beim Amadeus-Quartett, dem Alban Berg Quartett und weiteren weltbekannten Quartetten. Zwischenzeitlich nahm er in Budapest Unterricht bei Vilmos Tátrai. Am Ende seiner Studien erhielt er den Preis des französischen Kultusministers.
Fasziniert durch den Klang der Originalinstrumente studierte er bei Patrick Bismuth am Pariser Konservatorium Barockvioline und Historische Aufführungspraxis. Des Weiteren absolvierte er Kurse bei Enrico Gatti.
Erfahrungen in diesem Bereich, die er bei namhaften Ensembles der „Szene“ sammeln konnte, wie Les Musiciens du Louvre, Les Arts Florissants, Il Seminario Musicale, La Simphonie du Marais, Capriccio Stravagante, Ricercar Consort, Les Talens Lyriques, Les Agrémens und dem Concert Spirituel unter Hervé Niquet, machten ihn zum gefragten Konzertmeister vieler Barockorchester. Im Jahr 2000 gründete er gemeinsam mit der Cembalistin Béatrice Martin und dem Cellisten François Poly das Ensemble Les Folies Françoises ins Leben.
Patrick Cohën-Akenine gründete 1996 eine Klasse für Barockvioline am Konservatorium „Charles Munch“, er lehrte bis 2008 an der „École Nationale de Musique d’Orsay“ in Paris und danach an der „Ecole Nationale de Musique de la Vallée de la Chevreuse“.
Im Auftrag des Centre musique baroque de Versailles (CMBV) arbeitete er ab 2008 mit einem Ensemble am Wiederentstehen des Originalklangs des Streichorchesters der französischen Könige, den Vingt-quatre Violons du Roy und leitet regelmäßig diesbezügliche Akademien. 
In den letzten Jahren ist verstärkt an szenischen Aufführungen interessiert, so dirigierte er 2008 an der Opéra Bastille Dido and Aeneas von Henry Purcell, 2009 Acis et Galatée von Jean-Baptiste Lully.
Mehrmals wurde er von „modernen Orchestern“, wie dem Orchestre des Pays de Savoie oder dem Orchester der Oper von Rouen gebeten, die Musiker projektbezogen mit wesentlichen Elementen der historischen Aufführungspraxis auf modernem Instrumentarium vertraut zu machen.
Im Dezember 2006 wurde er zum Chevalier de l’ordre des Arts et des Lettres ernannt.